# Столярчук, Мария Андреевна
Мари́я Андре́евна Столярчу́к (в девичестве Шваб; родилась 26 октября 1921 года, Деркачи, Волынская губерния, УССР — умерла 31 июля 2009 года, Шевченково, Криворожский район, Днепропетровская область, Украина) — советская колхозница, звеньевая колхоза «Кривбуд» Криворожского района Днепропетровской области Украинской ССР. Ударница первых пятилеток, победительница социалистических соревнований. Герой Социалистического Труда (1949).

## Биография
Родилась 26 октября 1921 года в селе Деркачи в бедной крестьянской семье. Образование неоконченное среднее.
В 1933 году поехала работать в Омск, но вскоре вернулась на Украину. Переехала и стала жить в селе Шевченково Криворожского района Днепропетровской области. В 1935—1941 годах работала в местном колхозе «Кривбуд». 
В 1941—1944 годах проживала на оккупированной территории СССР. После освобождения села от немецких захватчиков вернулась работать в колхоз «Кривбуд», восстанавливала разрушенное село. В 1946—1949 годах — звеньевая молодёжного звена по выращиванию зерновых и технических культур. В 1948 году получила урожай 30,1 центнера пшеницы с гектара на площади 22,5 гектара.
Указом Президиума Верховного Совета СССР от 6 июня 1949 года за получение высоких урожаев пшеницы, ржи, подсолнечника и семян люцерны в 1948 году при выполнении колхозами обязательных поставок и контрактации сельскохозяйственной продукции, натуроплаты за работу МТС и обеспеченности семенами всех культур в размере полной потребности для весеннего сева 1949 года Шваб Марии Андреевне присвоено звание Героя Социалистического Труда с вручением ордена Ленина и золотой медали «Серп и Молот».
Продолжала работать в колхозе — в полеводческой бригаде, потом дояркой, поваром тракторной бригады. До 1976 года работала в совхозе имени Мичурина Криворожского района. 
Вышла замуж, в замужестве приняла фамилию мужа Столярчук.
Умерла 31 июля 2009 года в селе Шевченково.

## Награды
- Медаль «Серп и Молот» (06.06.1949, № 3772);
- Орден Ленина (06.06.1949, № 103593);
- Орден Трудового Красного Знамени;
- медали.